# Goncalı, Eleşkirt
Goncalı là một xã thuộc huyện Eleşkirt, tỉnh Ağrı, Thổ Nhĩ Kỳ. Dân số thời điểm năm 2011 là 1.693 người.